# Christina Rocha
Maria Christina Lima Corrêa da Rocha, más conocida como Christina Rocha (Río de Janeiro, 7 de junio de 1957), es una presentadora de televisión y periodista brasileña. Entre mayo de 2009 y marzo de 2023, presentó el programa Casos de Família y en 2024, condujo el noticiero Tá na Hora (Es la Hora), ambos en SBT.Actualmente, es presentadora y creadora del podcast Christina PodTudo en YouTube.

## Carrera
Graduada en periodismo por Faculdades Integradas Hélio Alonso, Christina se dio a conocer como presentadora del programa O Povo na TV (El Pueblo en la TV), en la antigua TVS, ahora SBT, en 1982. Se trataba de un programa de entrevistas sobre temas controvertidos y escandalosos. También contó con cotilleos artísticos y paneles de defensa del consumidor. Al mismo tiempo, participó en varias películas de la secuencia Os Trapalhões. Los informes mostraron las quejas de los consumidores mal atendidos, quienes fueron puestos cara a cara con los proveedores de servicios y productos. La conversación a menudo se convirtió en peleas físicas. Alcanzó altos índices de audiencia e incluso amenazó a TV Globo en este momento. Wilton Franco, Wagner Montes, Sérgio Mallandro y Roberto Jefferson también aparecieron como presentadores.
La periodista también presentaría en la misma cadena de televisión los programas O Preço Certo (El Precio Correcto) y Musicamp, junto a Wagner Montes. Fue reportera de Viva a Noite (Viva la Noche) y presentó los programas Show da Tarde (Show de la Tarde), Sessão Premiada (Sesión Premiada), Programa Flávio Cavalcanti, TV Powww y fue jurada del Show de Calouros. En 1991 presentó Aqui Agora (Aquí Ahora), junto a otros periodistas, hasta 1996. En 1997 también tuvo un programa llamado Alô, Christina (Hola, Christina) en SBT, que estuvo al aire hasta 1998. También presentó el Programa Livre (Programa Libre), los jueves, entre el 16 de septiembre y el 30 de diciembre de 1999, integrando una rotación de cinco presentadores debido a la salida de Serginho Groisman de SBT para Rede Globo. Christina se unió a la rotación junto con Ney Gonçalves Dias, Márcia Goldschmidt, Lu Barsoti y Otávio Mesquita.
Entre el 8 de enero y el 10 de junio de 2000, Christina presentó el programa Fantasia (Fantasía), junto con Celso Portiolli y otros tres presentadores, que, como ella, también venieron de Programa Livre: Lu Barsoti, Márcia Goldschmidt y Otávio Mesquita. En mayo de 2001, la periodista comenzó a presentar, junto a Clodovil Hernandes, Mulheres (Mujeres), donde permaneció hasta marzo de 2002, cuando dio paso a Catia Fonseca, en TV Gazeta. La sociedad entre los dos duró solo unos meses debido a desacuerdos entre los presentadores. Entre 2003 y 2004, presentó una nueva versión del programa Alô, Christina y Comando Record en Rádio Record. En 2006, se convirtió en jurada del programa O Melhor do Brasil (El Mejor de Brasil), con Márcio García, en Rede Record (actual RecordTV). En 2007, presentó el programa Onde Está Você? (¿Dónde Estás Tú? o ¿Dónde Está Usted?), en Rede Bandeirantes. En 2008, regresó a SBT, donde condujo la segunda temporada de Aqui Agora, junto a otros periodistas. Sin embargo, la nueva versión del programa duró poco y Christina ya no estaba más en la televisión.
Unos meses después, en 2009, fue elegida como nueva presentadora de Casos de Família, reemplazando a Regina Volpato, quien no renovó con la emisora por no estar de acuerdo con los cambios propuestos por la emisora para el programa. Este nuevo formato adquirido por SBT pertenece a una productora en Venezuela. También en 2009 participó en la telenovela Vende-se um Véu de Noiva (Se Vende un Velo de Novia), como Eva, y en 2011 participó en el especial 30 Anos de Chaves (30 Años del Chavo del Ocho), como Doña Clotilde. Christina Rocha también fue actriz en películas de Os Trapalhões.
El 18 de marzo de 2024, Christina asumió el comando del noticiero Tá na Hora (Está en la Hora), junto a Marcão do Povo. Rocha condujo el noticiero hasta 5 de abril, siendo sustituida en la semana siguiente por Márcia Dantas.

## Trabajos

### Televisión
| Año     | Título                                                  | Función      | Emisora           |             |
| ------- | ------------------------------------------------------- | ------------ | ----------------- | ----------- |
| 1981–84 | O Povo na TV (El Pueblo en la TV)                       | Presentadora | SBT               |             |
| 1984–86 | O Preço Certo (El Precio Correcto)                      | Presentadora | SBT               |             |
| 1984–85 | Show da Tarde (Show de la Tarde)                        | Reportera    | SBT               |             |
| 1986–88 | Musicamp                                                | Presentadora | SBT               |             |
| 1986–90 | Viva a Noite                                            | Reportera    | SBT               |             |
| 1987    | TV Powww                                                | Presentadora | SBT               |             |
| 1988–90 | Show de Calouros                                        | Jurada       | SBT               |             |
| 1991–96 | Aqui Agora (Aquí Ahora)                                 | Presentadora | SBT               |             |
| 1997–98 | Alô, Christina (Hola, Christina)                        | Presentadora | SBT               |             |
| 1999    | Programa Livre (Programa Libre)                         | Presentadora | SBT               |             |
| 2000    | Fantasia (Fantasía)                                     | Presentadora | SBT               |             |
| 2001–02 | Mulheres (Mujeres)                                      | Presentadora | TV Gazeta         |             |
| 2005–06 | O Melhor do Brasil (El Mejor de Brasil)                 | Presentadora | Jurada            | Rede Record |
| 2007–08 | Onde Está Você? (¿Dónde Estás Tú? o ¿Dónde Está Usted?) | Presentadora | Rede Bandeirantes |             |
| 2008    | Aqui Agora (Aquí Ahora)                                 | Presentadora | SBT               |             |
| 2009–23 | Casos de Família (Casos de Familia)                     | Presentadora | SBT               |             |
| 2011    | Eliana                                                  | Presentadora | SBT               |             |
| 2013    | Quem Convence Ganha Mais (Quien Convence Gana Más)      | Presentadora | SBT               |             |
| 2024    | Tá na Hora (Es la Hora)                                 | Presentadora | SBT               |             |

### Cine
| Año  | Título                                                                         | Personaje      | Director       |
| ---- | ------------------------------------------------------------------------------ | -------------- | -------------- |
| 1978 | Os Trapalhões na Guerra dos Planetas (Trapalhões en la Guerra de los Planetas) | Princesa Myrna | Adriano Stuart |
| 1979 | O Cinderelo Trapalhão (El Cinderelo Trapalhao)                                 | Sara           | Adriano Stuart |

### Radio
| Año     | Título                           | Función      | Emisora de radio |
| ------- | -------------------------------- | ------------ | ---------------- |
| 2003–04 | Alô, Christina (Hola, Christina) | Presentadora | Rádio Record     |
| 2003–04 | Comando Record                   | Presentadora | Rádio Record     |